# Torace

Il torace umano, compreso tra le linee cervico-toracica e toraco-addominale.

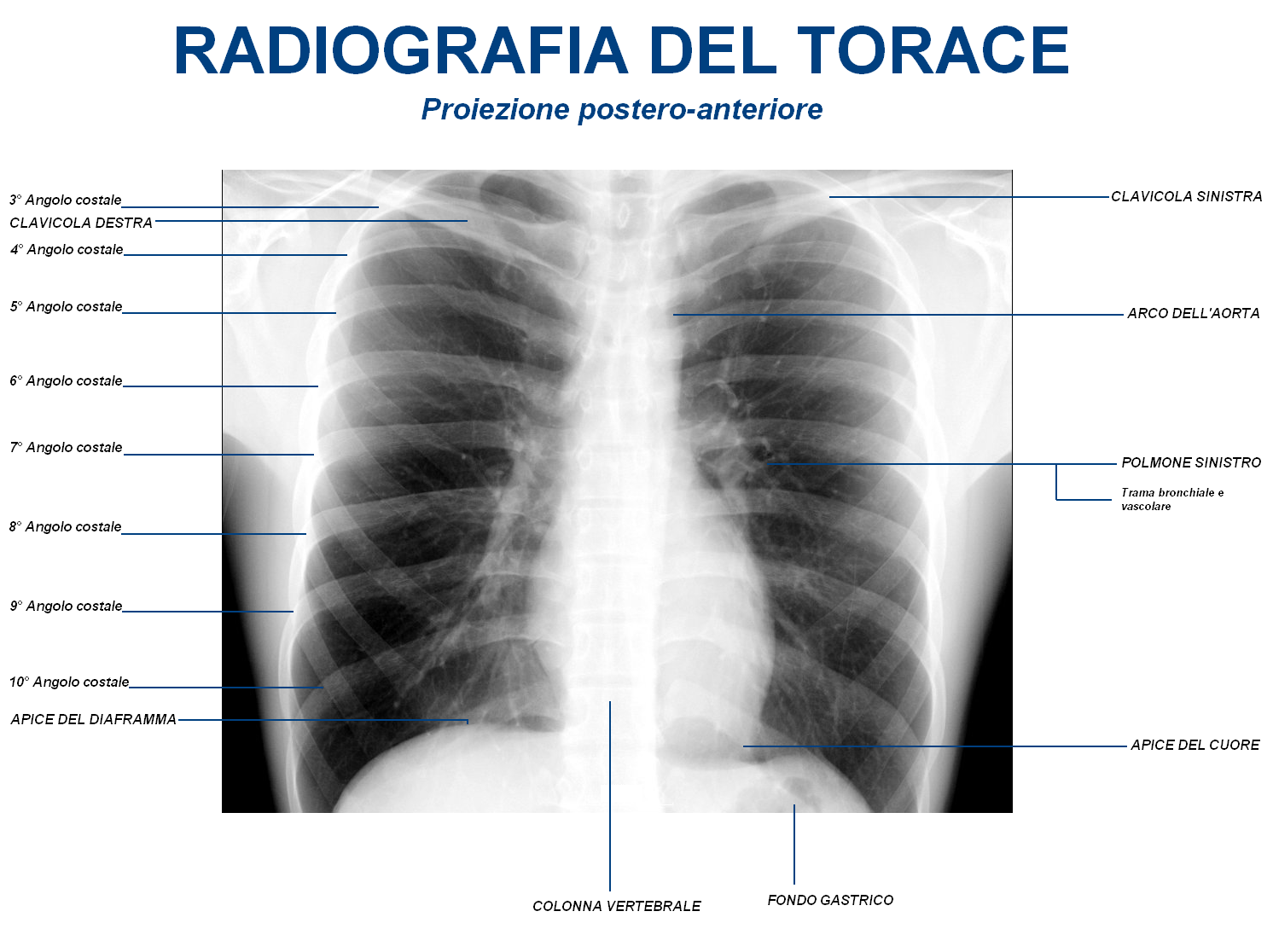
Radiografie del torace di un uomo; sono indicate le strutture riconoscibili più importanti.

Il torace o petto (dal greco "Τόραξ" ) è una regione del corpo, che nei tetrapodi è compresa tra il collo e l'addome.

## Umani

### Limiti
Il limite superiore del torace è descritto da una linea immaginaria, denominata "linea cervico-toracica", che, nell'uomo, origina dall'incisura giugulare dello sterno, prosegue lungo il margine superiore delle clavicole fino all'acromion della scapola e prosegue fino al processo spinoso della 7ª vertebra cervicale.
Il limite inferiore è delineato dalla "linea toraco-addominale" che origina dal processo xifoideo dello sterno, prosegue lungo il margine inferiore della dodicesima costa fino al processo spinoso della 12ª vertebra toracica.
In genere con il termine torace si identifica anatomicamente tutta la zona, mentre con petto, a livello colloquiale, si definisce più comunemente non la cavità toracica, ma la superficie toracica.

### Organi
Nella cavità toracica sono contenute strutture appartenenti a diversi apparati e sistemi.
- Apparato circolatorio: cuore e grandi vasi (aorta, arteria polmonare e i suoi rami, vena cava superiore e inferiore, vene polmonari) vena azygos e vena emiazygos.
- Sistema linfatico: dotto toracico, timo.
- Apparato respiratorio: trachea, bronchi e polmoni.
- Apparato digerente: esofago.
- Sistema nervoso: nervo vago.
- Esternamente alla cavità sono presenti gli annessi cutanei e le mammelle.

### Vascolarizzazione
La vascolarizzazione della cute del torace è fornita da vasi cutanei diretti e da vasi muscolocutanei perforanti che penetrano attraverso i principali muscoli del torace, come il grande pettorale e i muscoli intercostali, così come da altri muscoli adiacenti come il trapezio e il grande dorsale, per ramificarsi poi nella cute.
Le arterie da cui derivano questi rami cutanei sono la toracoacromiale, la toracica laterale, la toracica interna, le intercostali anteriori e posteriori, la cervicale trasversa, la circonflessa della scapola e la dorsale della scapola. L'arteria cervicale trasversa invia rami che perforano il trapezio e si distribuiscono all'area cutanea posta anteriormente e compresa tra l'articolazione acromioclavicolare lateralmente e lo sternocleidomastoideo medialmente.
Un'area relativamente piccola all'angolo supero-laterale del grande pettorale è vascolarizzata dai rami cutanei dell'arteria toracoacromiale che penetrano posteriormente nel muscolo e vi fuoriescono anteriormente distribuendosi poi alla cute. La restante cute ricoprente il muscolo grande pettorale e la parte superiore del muscolo retto dell'addome sono vascolarizzate da rami perforanti anteriori dell'arteria toracica interna.
L'area presso l'angolo infero-laterale del muscolo grande pettorale è vascolarizzata dall'arteria toracica superficiale. L'area attorno al processo xifoideo dello sterno è irrorata da rami perforanti muscolocutanei dell'arteria epigastrica profonda superiore, mentre la cute sopra il muscolo dentato anteriore ed obliquo esterno (porzione antero-laterale del torace) da rami perforanti delle arterie intercostali anteriori.
Sul fianco, la porzione laterale del grande pettorale è irrorata dall'arteria toracica laterale, mentre quella ricoprente le coste e i muscoli intercostali da rami cutanei laterali delle arterie intercostali anteriori e posteriori. La cute ricoprente la porzione laterale del dentato anteriore è irrorata dall'arteria toracodorsale, mentre l'area ascellare laterale dall'arteria scapolare circonflessa.

## Trilobiti
Il torace dei trilobiti è suddiviso longitudinalmente in una parte centrale, detta lobo assiale, affiancata da due pleure; trasversalmente si suddivide in segmenti il cui numero è variabile a seconda della specie e dell'età dell'esemplare.